# Керченский завод стеклоизделий
Керченский завод стеклоизделий — промышленное предприятие в городе Керчь (Крым), прекратившее производственную деятельность.

## История
Керченский завод стеклоизделий был построен и введен в эксплуатацию в 1960-е годы и в советское время являлся одним из ведущих предприятий города. Основной продукцией завода являлись стеклянные банки ёмкостью от 0,25 до 3 литров и бутылки для предприятий пищевой промышленности.
В мае 1995 года Кабинет министров Украины утвердил решение о приватизации завода. В дальнейшем, государственное предприятие было преобразовано в закрытое акционерное общество. В середине октября 2004 года завод прекратил функционировать.
После провозглашения независимости Крыма и вхождения полуострова в состав России весной 2014 года положение предприятий винодельческой, пивной и консервной промышленности осложнилось, так как в условиях блокады со стороны Украины им приходилось ввозить стеклотару с материка (что увеличивало издержки) или перерабатывать стеклянный бой, имевшийся на полуострове (запасы которого были ограничены).
В 2014 году прибывшие специалисты Воронежского стекольного завода ознакомились с состоянием завода и пришли к выводу, что производство стеклотары на предприятии можно восстановить. В январе 2017 года проект нашел одобрение на уровне городской администрации Керчи.